# Saint-Gobert
 Saint-Gobert  es una población y comuna francesa, en la región de Picardía, departamento de Aisne, en el distrito de Vervins y cantón de Sains-Richaumont.

## Demografía
| 420 | 394 | 341 | 338 | 312 | 320 |
| Para los censos de 1962 a 1999 la población legal corresponde a la población sin duplicidades (Fuente: INSEE [Consultar]) |     |     |     |     |     |